# Elecciones presidenciales de Ecuador de 1883
Elección indirecta del Presidente Constitucional Interino y Vicepresidente Constitucional Interino del Ecuador en la 10.º Asamblea Constituyente de 1883 - 1884 para que ejerza el poder durante el período constituyente. 

## Antecedentes
En 1882, el presidente Ignacio de Veintemilla debía entregar el mando presidencial debido a que la constitución política de 1878 prohibía la reelección presidencial. Ante el rechazo de los candidatos liberales de asumir la candidatura oficialista y la posibilidad de triunfo del candidato conservador, las ciudades de Quito y Guayaquil proclaman el 26 de marzo de 1882 la dictadura de Ignacio de Veintimilla, originando una serie de levantamientos armados en todo el país.
Los ejércitos restauradores al mando del general Francisco Javier Salazar lograron conquistar Quito y encarcelar a la jefa de la guarnición Marietta de Veintimilla el 10 de enero de 1883. Los notables de la ciudad eligieron un gobierno Provisional o Pentavirato, mientras los éjercitos de Eloy Alfaro y José María Sarasti expulsaban al dictador de Guayaquil el 9 de julio de 1883.
El Supremo Gobierno Provisional que gobernó al país luego del derrocamiento del dictador Ignacio de Veintemilla se disolvió para dar paso a la décima asamblea constituyente en Quito el 11 de octubre del mismo año, conformada en su mayoría por los participantes del gobierno provisional de los partidos conservador y liberal y sus diferentes facciones, siendo la mayoritaria la facción progresista dentro del conservadurismo que obtuvo el mando provisional durante la transición.

### Candidatos para la suprimida elección presidencial de 1882
| Partido | Partido                         | Presidente                                 | Cargos Previos                            |
| ------- | ------------------------------- | ------------------------------------------ | ----------------------------------------- |
|         | Partido Conservador Ecuatoriano | José María Plácido Caamaño y Gómez Cornejo | Gobernador del Guayas (1876 - 1878)       |
| Liberal | Liberal                         | Julio Zaldumbide Gangotena                 | Senador de la República                   |
| Liberal | Liberal                         | Pedro Carbo Noboa                          | Presidente de la Cámara del Senado (1867) |

Fuentes:

## Candidatos y Resultados
Al iniciar su labor la 10° Asamblea Constituyente le encargó el poder ejecutivo al vicepresidente de la misma, Ramón Borrero, ya que los diputados no lograron elegir al presidente interino por continuos empates y falta de mayoría absoluta, tomando 4 días y decenas de votaciones, decidiendo los diputados en designar un vicepresidente interino para romper el impasse entre los progresistas.
Esta designación tiene la particularidad que el bloque mayoritario de la asamblea, el progresista, propuso dos precandidatos presidenciales, José María Plácido Caamaño y Rafael Pérez Pareja, realizándose una elección primaria dentro del bloque, la cual resultó en un empate, por lo que se decidieron las candidaturas lanzando una moneda, resultando Caamaño como el candidato presidencial, dándole la candidatura a la vicepresidencia a Pérez. El gobierno interino fue refrendado por la asamblea constituyente al promulgarse la constitución.
Caamaño se convirtió en el primer presidente del país nacido tras la fundación de la República del Ecuador.

### Presidente
| Partido                     | Partido                         | Presidente                                 | Cargos Previos                      | Votos |
| --------------------------- | ------------------------------- | ------------------------------------------ | ----------------------------------- | ----- |
|                             | Partido Conservador Ecuatoriano | José María Plácido Caamaño y Gómez Cornejo | Gobernador del Guayas (1876 - 1878) | 34    |
| José Manuel Jijón y Carrión | Partido Conservador Ecuatoriano | Hacendado y Comerciante textil             | 27                                  |       |
| Votos en Blanco             | Votos en Blanco                 | Votos en Blanco                            | Votos en Blanco                     | 1     |

Fuente:

### Vicepresidente
| Partido | Partido                         | Vicepresidente            | Cargos Previos                              | Votos |
| ------- | ------------------------------- | ------------------------- | ------------------------------------------- | ----- |
|         | Partido Conservador Ecuatoriano | Rafael Pérez Pareja       | Miembro del Gobierno Provisional (1883)     | 39    |
| Liberal | Liberal                         | Antonio Portilla Lanchazo | Presidente de la Cámara de Diputados (1868) | 17    |

Fuente: